# Siêu cúp bóng đá Hà Lan
Siêu cúp bóng đá Hà Lan (tiếng Hà Lan: Johan Cruijff Schaal, phát âm [ˌjoːɦɑŋ ˈkrœyf ˌsxaːl], tiếng Anh: Johan Cruyff Shield) là một cúp bóng đá ở Hà Lan được đặt theo tên của cầu thủ bóng đá người Hà Lan Johan Cruyff. Đội chiến thắng được quyết định sau một trận đấu duy nhất, giữa đội vô địch giải bóng đá quốc gia Eredivisie và đội vô địch Cúp quốc gia KNVB. Trong trường hợp một đội vô địch cả Eredivisie và Cúp KNVB, siêu cúp sẽ được tranh tài giữa đội đó và đội Á quân ở giải vô địch quốc gia.

## Kết quả

### Siêu cúp
| Năm  | Vô địch       | Ghi bàn                                           | Tỷ số        | Ghi bàn     | Á quân        |
| ---- | ------------- | ------------------------------------------------- | ------------ | ----------- | ------------- |
| 1949 | SVV           | Schrumpf ?' · Könemann ?'                         | 2–0          | –           | Quick 1888    |
| 1991 | Feyenoord     | Damaschin 10'                                     | 1–0          | –           | PSV Eindhoven |
| 1992 | PSV Eindhoven | E. Koeman 25'                                     | 1–0          | –           | Feyenoord     |
| 1993 | Ajax          | Litmanen 18', 62' · F. de Boer 47' · Overmars 61' | 4–0          | –           | Feyenoord     |
| 1994 | Ajax          | Litmanen 13' · Oulida 21' · Kluivert 25'          | 3–0          | –           | Feyenoord     |
| 1995 | Ajax          | R. de Boer 25' · Kluivert 102'                    | 2–1 (s.h.p.) | Larsson 27' | Feyenoord     |

### Johan Cruyff Shield
| Năm  | Vô địch                              | Ghi bàn                                                    | Tỷ số                                | Ghi bàn                               | Á quân                               |
| ---- | ------------------------------------ | ---------------------------------------------------------- | ------------------------------------ | ------------------------------------- | ------------------------------------ |
| 1996 | PSV Eindhoven                        | Eijkelkamp 48' · Degryse 61', 78'                          | 3–0                                  | –                                     | Ajax                                 |
| 1997 | PSV Eindhoven                        | Cocu 23', 90+1' · De Bilde 90+2'                           | 3–1                                  | Van Houdt 84'                         | Roda JC                              |
| 1998 | PSV Eindhoven                        | Khokhlov 23' · Bruggink 53'                                | 2–0                                  | –                                     | Ajax                                 |
| 1999 | Feyenoord                            | Tomasson 13' · Kalou 15' · Paauwe 86'                      | 3–2                                  | Knopper 45' · Grønkjær 53'            | Ajax                                 |
| 2000 | PSV Eindhoven                        | Ramzi 29' · Faber 44'                                      | 2–0                                  | –                                     | Roda JC                              |
| 2001 | PSV Eindhoven                        | Kežman 4' · Bruggink 20' · Rommedahl 71'                   | 3–2                                  | De Witte 34' · Van der Doelen 89'     | FC Twente                            |
| 2002 | Ajax                                 | Van der Vaart 41, 76' · Mido 54'                           | 3–1                                  | Kežman 10'                            | PSV Eindhoven                        |
| 2003 | PSV Eindhoven                        | Robben 14' · Van Bommel 47' · Kežman 88'                   | 3–1                                  | Van de Haar 21'                       | FC Utrecht                           |
| 2004 | FC Utrecht                           | Schut 72' · Somers 87', 90+1' · Douglas 90+5'              | 4–2                                  | Pienaar 51' · Sneijder 80'            | Ajax                                 |
| 2005 | Ajax                                 | Boukhari 72' · Babel 78'                                   | 2–1                                  | Bouma 51'                             | PSV Eindhoven                        |
| 2006 | Ajax                                 | Rosales 7' · Perez 69' · Sneijder 82'                      | 3–1                                  | Cocu 48'                              | PSV Eindhoven                        |
| 2007 | Ajax                                 | Gabri 43'                                                  | 1–0                                  | –                                     | PSV Eindhoven                        |
| 2008 | PSV Eindhoven                        | Lazović 55' · Marcellis 67'                                | 2–0                                  | –                                     | Feyenoord                            |
| 2009 | AZ                                   | Holman 15' · El Hamdaoui 24' · Martens 28' · Lens 67', 87' | 5–1                                  | Papadopulos 60'                       | SC Heerenveen                        |
| 2010 | FC Twente                            | L. de Jong 8'                                              | 1–0                                  | –                                     | Ajax                                 |
| 2011 | FC Twente                            | Janko 21' · Ruiz 68'                                       | 2–1                                  | Alderweireld 54'                      | Ajax                                 |
| 2012 | PSV Eindhoven                        | Toivonen 3', 53' · Lens 12' · Wijnaldum 90'                | 4–2                                  | Alderweireld 44' · Marcelo 75' (l.n.) | Ajax                                 |
| 2013 | Ajax                                 | Gouweleeuw 69' (l.n.) · Sigþórsson 75' · S. de Jong 103'   | 3–2 (s.h.p.)                         | Guðmundsson 51' · Jóhannsson 67'      | AZ                                   |
| 2014 | PEC Zwolle                           | Nijland 54'                                                | 1–0                                  | –                                     | Ajax                                 |
| 2015 | PSV Eindhoven                        | L. de Jong 25', 64' · Maher 50'                            | 3–0                                  | –                                     | FC Groningen                         |
| 2016 | PSV Eindhoven                        | Pröpper 38'                                                | 1–0                                  | –                                     | Feyenoord                            |
| 2017 | Feyenoord                            | Toornstra 7'                                               | 1–1 (4–2 pen.)                       | Büttner 58'                           | Vitesse                              |
| 2018 | Feyenoord                            |                                                            | 0–0 (6–5 pen.)                       |                                       | PSV Eindhoven                        |
| 2019 | Ajax                                 | Dolberg 1' · Blind 53'                                     | 2–0                                  | –                                     | PSV Eindhoven                        |
| 2020 | Đã hủy do Đại dịch COVID-19 ở Hà Lan | Đã hủy do Đại dịch COVID-19 ở Hà Lan                       | Đã hủy do Đại dịch COVID-19 ở Hà Lan | Đã hủy do Đại dịch COVID-19 ở Hà Lan  | Đã hủy do Đại dịch COVID-19 ở Hà Lan |
| 2021 | PSV Eindhoven                        | Madueke 2', 29' · Vertessen 76' · Götze 89'                | 4–0                                  | –                                     | Ajax                                 |
| 2022 | PSV Eindhoven                        | Til 32', 45+2', 69' · Gakpo 65' · Simons 90+1'             | 5–3                                  | Bergwijn 15' · Antony 54' · Kudus 72' | Ajax                                 |
| 2023 | PSV Eindhoven                        | Lang 79'                                                   | 1–0                                  | –                                     | Feyenoord                            |

## Thống kê

### Theo câu lạc bộ[2]
| Câu lạc bộ    | Vô địch | Á quân | Năm vô địch                                                                        | Năm á quân                                                 |
| ------------- | ------- | ------ | ---------------------------------------------------------------------------------- | ---------------------------------------------------------- |
| PSV Eindhoven | 14      | 7      | 1992, 1996, 1997, 1998, 2000, 2001, 2003, 2008, 2012, 2015, 2016, 2021, 2022, 2023 | 1991, 2002, 2005, 2006, 2007, 2018, 2019                   |
| Ajax          | 9       | 10     | 1993, 1994, 1995, 2002, 2005, 2006, 2007, 2013, 2019                               | 1996, 1998, 1999, 2004, 2010, 2011, 2012, 2014, 2021, 2022 |
| Feyenoord     | 4       | 7      | 1991, 1999, 2017, 2018                                                             | 1992, 1993, 1994, 1995, 2008, 2016, 2023                   |
| Twente        | 2       | 1      | 2010, 2011                                                                         | 2001                                                       |
| Utrecht       | 1       | 1      | 2004                                                                               | 2003                                                       |
| AZ            | 1       | 1      | 2009                                                                               | 2013                                                       |
| SVV           | 1       | –      | 1949                                                                               | –                                                          |
| PEC Zwolle    | 1       | –      | 2014                                                                               | –                                                          |
| Roda JC       | –       | 2      | –                                                                                  | 1997, 2000                                                 |
| Quick         | –       | 1      | –                                                                                  | 1949                                                       |
| Heerenveen    | –       | 1      | –                                                                                  | 2009                                                       |
| Groningen     | –       | 1      | –                                                                                  | 2015                                                       |
| Vitesse       | –       | 1      | –                                                                                  | 2017                                                       |